# 四国中央市立松柏小学校
四国中央市立松柏小学校（しこくちゅうおうしりつ しょうはくしょうがっこう）は、愛媛県四国中央市下柏町に位置する公立小学校。

## 沿革
- 1892年 - 松柏村立松柏尋常小学校として開校。
- 1941年 - 国民学校令に伴い、松柏村立松柏国民学校と改称。
- 1944年 - 合併に伴い、三島町立松柏国民学校に改称。
- 1947年 - 三島町立松柏小学校と改称。
- 1950年 - 分離に伴い、松柏村立松柏小学校と改称。
- 1953年 - 校歌制定[1]
- 1954年 - 合併に伴い、伊予三島市立松柏小学校に改称。
- 1962年 - 初の鉄筋コンクリートで3階建ての校舎である南校舎が落成。
- 1963年 - 児童数が過去最多となる。（963人）
- 1980年 - 北校舎が鉄筋コンクリート3階建てになる。当時の市報の一面に載っている。（1980年9月号）
- 1981年 - 現在の体育館が落成。
- 1995年 - 卒業記念として絵画を作成。それを体育館の外側（西面）に設置。今[いつ?]は北校舎の東階段（2階と3階の間）に設置。
- 2004年 - 合併に伴い、四国中央市立松柏小学校に改称。災害時の避難所として指定。けやき学級（特別支援学級）新設。
- 2013年 - 南校舎が建て替えられる。
- 2015年 - フッ化物洗口開始。
- 2016年 - 校庭を芝生化。
- 2017年 - 町民運動会が初めて芝生の上で開催。
- 2018年
  - 3月 - 下柏の大柏の内部から出た苗2本のうち、1本を柏の木2世としてうさぎ小屋周辺に植樹[1]。
  - 不明 - すみれ学級（特別支援学級）新設。
- 2019年 - 金管バンド部が西日本大会[どこ?]出場。（アゼリアホール）
- 2022年
  - 1月 正門前に信号機設置。
  - 2月 金管バンド部が全国大会出場[どこ?]、5位。
  - 3月 児童クラブを増設。
- 2024年 - 子ども音楽クラブの開催のため、NHK交響楽団が来校。

## 通学区域
- 上柏町、下柏町、村松町[2]

## 進学先中学校
- 四国中央市立三島東中学校（全域）[3]

## 通学区域周辺
- 下柏の大柏
- 端華の森古墳館
- 経ヶ岡古墳
- 村松大師堂
- 円徳寺
- 松柏公民館
- 松柏保育園
- 三島東幼稚園
- 四国中央市子ども若者発達支援センター
- 戸川公園
- 国道11号
- 川之江三島バイパス
  - 三島川之江インターチェンジ
- 愛媛県道124号上分三島線
- 愛媛県道123号金生三島線
- 愛媛県道333号三島川之江港線
- スーパーホテル四国中央
- タイム伊予三島店
- ファミリーマート四国中央大柏店
- くすりのレデイ四国中央店
- ファッションセンターしまむら伊予三島ファッションモール店

## 通学区域が隣接する学校
- 四国中央市立南小学校
- 四国中央市立妻鳥小学校
- 四国中央市立三島小学校
- 四国中央市立中曽根小学校

## 出身者

### 関係者
- 鈴木達治 - 教育者。横浜高等工業学校の初代校長として、三無主義教育の実践。

### 教育者
- 関政晴 - 伊予三島市名誉市民。これまでの校長の中で最も長く在職していた。
- 高橋喜一 - 旧伊予三島市教育長。松柏国民学校時代の校長。在任中、「教員は校区内に住むべきだ。」と考え、校区内の下柏町に引っ越している。

### 政治家
- 横内博之 - 四国中央市議会議員(1期)